# Gli ostaggi
Gli ostaggi (A Man Alone) è un film western del 1955 diretto e interpretato da Ray Milland.

## Trama
Dopo aver ucciso per pietà il proprio cavallo, Wes Steele, costretto a  camminare a piedi nel deserto dell'Arizona, s'imbatte in una diligenza abbandonata con diversi passeggeri morti. Prende un cavallo e cavalca fino a Mesa, dove, ferisce il vicesceriffo che lo aveva minacciato con la pistola. In realtà, ad aver compiuto la rapina e la strage è stato Clanton, un bandito pagato da Stanley, il corrotto banchiere della città. I due ne discutono alla presenza di Joiner, il socio di Stanley. Joiner, sconvolto per le morti, decide di andarsene ma Clanton gli spara alla schiena. Stanley racconta alla gente del paese che è il nuovo arrivato Steele, giunto in città su uno dei cavalli della diligenza, il responsabile della rapina e degli omicidi. Steele deve, pertanto,  nascondersi nella cantina della casa dello sceriffo Gil Corrigan, affetto dalla febbre gialla. Gil è affidato alle cure della figlia Nadine e la casa è in quarantena. Steele cura lo sceriffo fino alla sua guarigione dopo che Nadine crolla per la stanchezza. Durante tale periodo, Steele e Nadine s'innamorano l'uno dell'altra. Successivamente, Steele affronta Stanley ma quest'ultimo ha dalla sua la folla e Steel viene catturato. Con l'aiuto di Gil riesce poi ad evadere ma lo stesso Gil, che è stato in passato in combutta con il banchiere, rischia di essere impiccato ma viene salvato da Steele che, inoltre, riesce ad uccidere Clanton mentre Gil arresta Stanley. Steele decide di restare in città per vivere con Nadine, la donna che ama.

## Produzione
Il film, diretto da Ray Milland su una sceneggiatura di John Tucker Battle con il soggetto di Mort Briskin, fu prodotto da Victor Young per la Republic Pictures e girato nello Snow Canyon, Utah. I titoli di lavorazione furono The Gunman e The Hostage.

## Distribuzione
Il film fu distribuito con il titolo A Man Alone negli Stati Uniti dal 17 ottobre 1955 al cinema dalla Republic Pictures.
Altre distribuzioni:
- in Giappone l'8 novembre 1955
- in Portogallo il 6 gennaio 1956 (O Homem Solitário)
- in Danimarca il 5 marzo 1956 (En mand alene)
- in Germania Ovest il 10 aprile 1956 (Ein Mann allein)
- in Svezia il 27 aprile 1956 (Gisslan)
- in Austria nel settembre del 1956 (Ein Mann allein)
- in Finlandia il 7 settembre 1956 (Panttivanki)
- in Belgio nel luglio del 1958 (De eenzame ruiter)
- in Danimarca il 12 agosto 1963 (redistribuzione)
- in Grecia (Drapetis dihos asylo)
- in Francia (L'homme traqué)
- in Brasile (Um Homem Solitário)
- in Spagna (Un hombre solo)
- in Italia (Gli ostaggi)

## Critica
Secondo il Morandini il film è un "buon western di ritmo solenne".